# Deg (TV-serie)
Deg är en svensk TV-serie i 8 delar från 2021. Serien sändes på SVT1 och SVT Play. I rollerna ses bland andra Helena af Sandeberg,  Bianca Kronlöf och Johan Hedenberg. Programmet vann Kristallen 2022 som årets TV-drama.

## Rollista
- Helena af Sandeberg - Malou
- Bianca Kronlöf - Liana
- Johan Hedenberg - Kangas
- Eva Melander - Felicia
- Willjam Lempling - Tom
- Sunil Munshi - Joakim
- Marall Nasiri - Tara
- Erik Bolin - Joel
- Lena Nilsson - Anita
- David Fukamachi Regnfors - Adam
- Måns Nathanaelson - Fredrik